# Spes Arena

Murale, Spes Arena

La Spes Arena è un palasport della città di Belluno, ubicato nell'area di Lambioi. La struttura è stata realizzata per le Universiadi invernali del 1985, con la funzione di stadio del ghiaccio; è stato riconvertito all'uso attuale negli anni 2000, con una nuova inaugurazione l'8 novembre 2008. Si compone di 4 campi di pallavolo o di un campo da calcio a 5 o da pallamano e uno di pallavolo o uno da basket. 
Ospita allenamenti e le partite interne di una delle due società di pallavolo cittadina, la Spes Belluno asd, e della squadra di Calcio a 5 Canottieri Belluno, militante in Serie B. Tra gli altri sport, l'arena può ospitare il basket, la ginnastica artistica, il pattinaggio a rotelle, la scherma, e vari altri sport, oltre a manifestazioni culturali o musicali.

Nella stagione 2011-2012 della Serie A1 di pallavolo maschile ha ospitato le gare interne della Sisley Belluno, trasferitasi da Treviso nel suo ultimo anno di attività prima dell'abbandono definitivo della famiglia Benetton.
Al suo interno si trova anche la sede del Centro di medicina dello Sport  dove si effettuano tutti i controlli necessari ed i relativi documenti in convenzione con Ulss per la pratica dello sport agonistico e non.

## Dati tecnici
La capienza del palasport dichiarata viene così ripartita:
- Tribuna laterale: 400 posti
- Tribuna principale 1º livello: 1 000 posti
- Tribuna principale 2º livello: 700 posti
- Parterre: 500 posti